# André De Clerck
André De Clerck est le septième président du Club Bruges KV, un club de football belge, qu'il dirige de 1959 à 1973.

## Présidence du Football Club Brugeois
André De Clerck a joué dans les équipes d'âge du Club, et joue même deux matches en équipe première, mais il arrête sa carrière en 1927, à seulement 25 ans. Il s'éloigne du monde du football pendant près de 20 ans et se livre à sa grande passion, la photographie.
Après la Seconde Guerre mondiale, il s'affilie au Comité Central du FC Brugeois pour assister son père Émile dans la reconstruction du matricule 3. Il est rapidement admis au Conseil d'Administration, où il a un poids important dans les décisions sportives. Avec l'arrivée du premier entraîneur professionnel du club, le roumain Norberto Höfling, le comité de sélection est réduit à 3 personnes : le coach, André De Clerck, et un membre du Conseil d'Administration, Pierre Vermeulen.
André De Clerck succède à son père Émile à la présidence du Club Brugeois le 14 juillet 1959, après la remontée du club en Première Division. Il conserve la même ligne de travail et continue à développer le club constamment, jusqu'à devenir une équipe du top belge. En 1967, le Club de Bruges se qualifie pour sa première compétition européenne. André De Clerck parvient à attirer des joueurs étrangers de renommée internationale sous le maillot Blauw & Zwart, et bâtit une équipe talentueuse autour de Raoul Lambert. En 1968, le Club remporte le deuxième trophée de son Histoire, la Coupe de Belgique.
Les années suivantes sont marquées par une poussée vers le professionnalisme à tous les niveaux, qui permet au Club Brugeois de remporter une nouvelle Coupe de Belgique. En championnat, le Club termine 5 fois vice-champion, frôlant le titre d'un cheveu à plusieurs reprises. L'apothéose de la présidence d'André De Clerck a lieu en mai 1973, quand le Club remporte un deuxième titre de champion de Belgique, 53 ans après le premier. Sur cette performance historique, André De Clerck décide de se retirer après 24 ans de présidence, et cède sa place à son fils Fernand. Il reste « Président d'Honneur » jusqu'à son décès, le 21 février 1996.